# Stephan Freund
Stephan Freund (* 27. April 1963 in Landshut) ist ein deutscher Historiker.
Stephan Freund studierte Geschichte und Germanistik an der Universität Regensburg. 1988 folgte dort der Magister. Im Sommersemester 1992 wurde er in Regensburg mit der von Kurt Reindel betreuten Arbeit Studien zur Wirkungsgeschichte des Petrus Damiani promoviert. Freund war Stipendiat der Studienstiftung des deutschen Volkes sowie des Deutschen Historischen Instituts Rom. Von 1992 bis 1993 war er Wissenschaftlicher Angestellter der Universität Regensburg. Von 1994 bis 1999 war er Assistent bei Helmut G. Walther am Lehrstuhl für mittelalterliche Geschichte der Universität Jena. In Jena erfolgte 1999/2000 seine Habilitation mit einer Untersuchung über die bayerischen Bischöfe von 700 bis 847. Anschließend war er von 2000 bis 2004 Oberassistent, von 2004 bis 2006 Hochschuldozent und seit 2006 Akademischer Rat. Im Februar 2009 wurde er außerplanmäßiger Professor. Im Sommersemester 2009 hatte Freund eine Vertretungsprofessur für Mittelalterliche Geschichte an der Universität Magdeburg. Seit Sommersemester 2010 lehrt er dort als Professor für Mittelalterliche Geschichte. Einen Ruf an die Universität Innsbruck auf eine befristete Professur für Historische Hilfswissenschaften und Mittelalter hatte er zuvor abgelehnt.
Seine Forschungsschwerpunkte sind die Reichs-, Kirchen-, Verfassungs- und Landesgeschichte des frühen und hohen Mittelalters sowie die europäische Kulturgeschichte. Im Jahr 2008 gab er mit Bernd Schütte die Beiträge einer 2005 in Jena abgehaltenen Tagung über die Chronik Arnolds von Lübeck heraus. Er verfasste zahlreiche Artikel für das Dizionario biografico degli Italiani, die Neue Deutsche Biographie und das Biographisch-Bibliographische Kirchenlexikon.

## Schriften (Auswahl)
Monografien
- Wallhausen – Ort der Könige und Kaiser, Geburtsort Ottos des Großen. Schnell & Steiner, Regensburg 2013, ISBN 978-3-7954-2680-4.
- Von den Agilolfingern zu den Karolingern. Bayerns Bischöfe zwischen Kirchenorganisation, Reichsintegration und karolingischer Reform (700–847) (= Schriftenreihe zur bayerischen Landesgeschichte. Bd. 144). Beck, München 2004, ISBN 978-3-406-10739-9.
- Studien zur literarischen Wirksamkeit des Petrus Damiani. Anhang: Johannes von Lodi, Vita Petri Damiani (= Monumenta Germaniae Historica. Studien und Texte. Bd. 13). Hahn, Hannover 1995, ISBN 3-7752-5413-7.

Herausgeberschaften
- mit Bernd Schütte: Die Chronik Arnolds von Lübeck. Neue Wege zu ihrem Verständnis (= Jenaer Beiträge zur Geschichte. Bd. 10). Lang, Frankfurt am Main 2008, ISBN 3-631-57417-7.
- mit Klaus Krüger, Matthias Werner: Von der Veränderbarkeit der Welt. Ausgewählte Aufsätze von Helmut G. Walther. Festgabe zu seinem 60. Geburtstag. Lang, Frankfurt am Main 2004, ISBN 3-631-52895-7.
- mit Klaus Krüger: Kaisertum, Papsttum und Volkssouveränität im hohen und späten Mittelalter. Studien zu Ehren von Helmut G. Walther (= Jenaer Beiträge zur Geschichte. Bd. 12). Lang, Frankfurt am Main 2017, ISBN 3-631-71505-6.
- mit Gabriele Köster: 919 – Plötzlich König. Heinrich I. und Quedlinburg (= Schriftenreihe des Zentrums für Mittelalterausstellungen Magdeburg. Bd. 5). Schnell & Steiner, Regensburg 2019, ISBN 978-3-7954-3397-0.
- mit Michael Belitz, Pierre Fütterer, Alena Reeb (Hrsg.): Thietmar von Merseburg zwischen Pfalzen, Burgen und Federkiel (= Palatium. Bd. 7). Schnell + Steiner, Regensburg 2021, ISBN 978-3-7954-3689-6.
- mit Gabriele Köster, Matthias Puhle: Des Kaisers letzte Reise. Höhepunkt und Ende der Herrschaft Ottos des Großen 973 und sein (Weiter-)Leben vom Mittelalter bis zur Gegenwart (= Schriftenreihe des Zentrums für Mittelalterausstellungen Magdeburg. Bd. 8). Mitteldeutscher Verlag, Halle (Saale) 2023, ISBN 978-3-96311-780-0.